# Gotthard Marquard (Ratssekretär)
Gotthard Marquard, zeichnete in Lübeck mit Gotthard Marquart jun. (* 8. Juni 1648 in Lübeck; † 31. August 1694 ebenda) war ein deutscher Jurist und Ratssekretär in Lübeck.

## Leben
Gotthard Marquard war Sohn des späteren Lübecker Bürgermeisters Gotthard Marquard. Überliefert ist eine Kindesimmatrikulation 1658 gemeinsam mit seinen älteren Vettern Otto Christoph Marquard (1641–1678) und Gotthard Johann (von) Marquard (1645–1710; Reichsadel 1701) an der Universität Rostock. Gotthard Marquard studierte später an der Universität Helmstedt, wo er 1669 mit einer Dissertation bei Hermann Conring promovierte. 1692 wurde er unter dem Protonotar Arnold Isselhorst zum Dritten Ratssekretär und Registrator des Lübecker Rats gewählt. Er verstarb bereits 1694, nur knapp fünf Monate nach seinem Vater. Enoch Svantenius (der Jüngere) verfasste ihm ein Trauergedicht.

## Werke
- Glückwünschendes Ehrengedichte welches Als aus gnädiger Bewilligung des ... Herrn Georg Wilhelms Hertzogen zu Braunschweig und Lüneburg jetziger zeit bey dieser Julius Universität Rectoris Magnificentissimi Dem ... Herrn Jacobo Tappio Medicin. Doctori und vornehmen Professori hiesiger Löbl. Medicin. Facultät das Vice-Rectorat Ampt dieser Universität ... zum sibenden mahl aufgetragen worden / außgefertiget von Gothard Marquart Lübecens. Helmstedt: Müller 1669

Digitalisat, Herzog August Bibliothek
- Dissertatio De Contributionibus / Quam ... Sub Praesidio ... Hermanni Conringii Philosoph. Et Med. Doctoris ... ad diem Iulii Eruditorum placidae subiicit ventilationi Author & Respondens Gothard Marquart Lübecensis In Novi Iulei Auditorio Maiori. Helmstedt: Müller 1669; 2. Auflage 1675

Digitalisat, Sächsische Landesbibliothek – Staats- und Universitätsbibliothek Dresden